# Mars 1962B
Als Mars 1962B oder Sputnik 24 wird eine gescheiterte sowjetischen Marssonde bezeichnet, die am 4. November 1962 gestartet wurde. Wahrscheinlich war ähnlich wie bei der drei Tage vorher gestarteten Mars 1-Mission ein Vorbeiflug am Mars geplant. Nach dem Start erreichte die Sonde eine Erdparkbahn in einer Höhe von 197 × 590 km und einer Neigung von 64,7 °. Der Sonden-Raketenstufenkomplex zerbrach kurz nach der Zündung der vierten Stufe der Molnija-Trägerrakete, die dadurch in die Mars-Transferbahn gebracht werden sollte. Die vierte Stufe trat am 25. Dezember 1962 in die Erdatmosphäre ein, die Marssonde folgte am 19. Januar 1963.
Mars 1962B hatte eine Masse von 890 kg und zur Energieversorgung zwei Solarzellenausleger. Die wissenschaftliche Ausrüstung bestand aus einer Kamera, einem Magnetometer, Strahlungsdetektoren, Spektrometern und einem Mikrometeoriten-Detektor.